# Simplesse
Simplesse  es un sucedáneo del aceite elaborado con la microgranulación de la proteína del suero de leche. Coniste en la denominación de una marca registrada. Se trata de un substituto de las grasas que posee una baja bioabsorción en el intestino. Su uso se restringe a los alimentos servidos fríos como son la elaboración de los helados y los lácteos. La manufactura está bajo la responsabilidad de CP Kelco (una subsidiaria de NutraSweet que desarrolla el producto en 1988) y está patentado. 